# Adriana Santos
Adriana Aparecida dos Santos (São Bernardo do Campo, 18 de janeiro de 1971) é uma jogadora brasileira de basquetebol.
Adriana começou no basquete aos 12 anos, em São Bernardo do Campo (SP). Aos 16 anos, foi convidada para jogar em Piracicaba (SP). A primeira oportunidade na seleção brasileira de basquete aconteceu em 1990, aos 19 anos, quando foi convocada pela técnica Maria Helena Cardoso.
A ala participou das principais conquistas do basquete feminino nacional, tendo disputado três edições dos Jogos Olímpicos: Barcelona 1992 (7º lugar), Atlanta 1996 e Sydney 2000.
Conquistou a medalha de ouro no Campeonato Mundial de Basquetebol Feminino de 1994 e nos Jogos Pan-americanos de 1991, além da medalha de prata nas Olimpíadas de Atlanta, em 1996 e bronze em Sydney 2000.
Após se aposentar, em 2010, Adriana passou a trabalhar no treinamento e na coordenação da modalidade e de projeto social.